# Hollabrunn (gemeente)
Hollabrunn is een gemeente in de Oostenrijkse deelstaat Neder-Oostenrijk, gelegen in het district Hollabrunn. De gemeente heeft ongeveer 10.700 inwoners.

## Geografie
Hollabrunn heeft een oppervlakte van 152,38 km². Het ligt in het noordoosten van het land, ten noorden van de hoofdstad Wenen en ten zuiden van de grens met Tsjechië.
Alberndorf im Pulkautal · Göllersdorf · Grabern · Guntersdorf · Hadres · Hardegg · Haugsdorf · Heldenberg · Hohenwarth-Mühlbach am Manhartsberg · Hollabrunn · Mailberg · Maissau · Nappersdorf-Kammersdorf · Pernersdorf · Pulkau · Ravelsbach · Retz · Retzbach · Schrattenthal · Seefeld-Kadolz · Sitzendorf an der Schmida · Wullersdorf · Zellerndorf · Ziersdorf
- Gemeinsame Normdatei: 4025618-2
- Library of Congress Control Number: n82098538
- MusicBrainz: 290ae70b-b4a5-43b5-a62b-db2ef638181d
- Nationale Bibliotheek van Tsjechië: ge645998
- Nationale Bibliotheek van Israël: 987007555146705171
- Virtual International Authority File: 158299520